# Hotel Borgen, Örebro
Hotel Borgen finns i en byggnad som ursprungligen byggdes för Örebro sparbank. Byggnaden ligger invid Svartån i centrala Örebro. Byggnadens adress är Norra Strandgatan och den uppfördes år 1891 i en romantiserande medeltida stil. Fasaden är utförd i rött tegel och domineras av några torn som får huset att likna en borg. De ansvariga arkitekterna var Fritz Ulrich och Eduard Hallquisth. Grannar är Teaterplan med Gamla teatern och Frimurarholmen med Frimurarelogen.

## Historik
Från början rymde huset Örebro Sparbank, vars kamrer även hade en privat våning i byggnaden. Författaren Hjalmar Bergman, vars far var kamrer i banken under slutet av 1800-talet, bodde som barn i byggnaden. Från 1934 till 2013 rymde byggnaden huvudkontor för lokaltidningen Nerikes Allehanda, och kallades då i folkmun Allehanda-borgen, eller NA-borgen.

## Hotel Borgen
Strawberry tog över byggnaden år 2014, och påbörjade hösten samma år ombyggnad till hotell. Det nya hotellet invigdes våren 2016. Det inrymmer 125 rum, möteslokal och en restaurang.